# Odontochilus tashiroi
Odontochilus tashiroi là một loài thực vật có hoa trong họ Lan. Loài này được (Maxim.) Makino mô tả khoa học đầu tiên năm 1900.